# Jandrei
Jandrei Chitolina Carniel (Itaqui, 1 maart 1993) – voetbalnaam Jandrei – is een Braziliaans voetballer die speelt als doelman. In januari 2022 verruilde hij Santos voor São Paulo.

## Clubcarrière
Jandrei speelde vanaf zijn dertiende in de jeugdopleiding van Internacional, maar brak niet door bij die club en verkaste naar Novo Hamburgo. In 2016 verkaste hij naar Atlético Tubarão, waarmee hij net als bij Novo Hamburgo alleen in de staatscompetities zou spelen. Chapecoense, uitkomend in de Série A huurde de doelman in maart 2017. Hier maakte Jandrei zijn professionele debuut, op 14 mei 2017. Op bezoek bij Corinthians werd met 1–1 gelijkgespeeld door doelpunten van Jô en Wellington Paulista. De doelman mocht van coach Vágner Mancini in de basis beginnen en hij speelde het gehele duel mee.
In januari 2019 werd de Braziliaan voor circa 2,4 miljoen euro overgenomen door Genoa. Na één jaar werd Jandrei tot medio 2021 verhuurd aan Athlético Paranaense. Na deze verhuurperiode werd hij transfervrij overgenomen door Santos. Na een half seizoen bij Santos verkaste Jandrei naar São Paulo. Hier werd zijn verbintenis in juni 2023 opengebroken en met drie jaar verlengd.

## Clubstatistieken
| Seizoen | Club                   | Competitie | Competitie | Competitie | Beker | Beker | Internationaal | Internationaal | Totaal | Totaal |
| Seizoen | Club                   | Competitie | Wed.       | Dlp.       | Wed.  | Dlp.  | Wed.           | Dlp.           | Wed.   | Dlp.   |
| ------- | ---------------------- | ---------- | ---------- | ---------- | ----- | ----- | -------------- | -------------- | ------ | ------ |
| 2017    | Chapecoense            | Série A    | 38         | 0          | 1     | 0     | 7              | 0              | 46     | 0      |
| 2018    | Chapecoense            | Série A    | 54         | 0          | 4     | 0     | 2              | 0              | 60     | 0      |
| 2018/19 | Genoa                  | Serie A    | 1          | 0          | 0     | 0     | —              | —              | 1      | 0      |
| 2019/20 | Genoa                  | Serie A    | 0          | 0          | 1     | 0     | —              | —              | 1      | 0      |
| 2020    | → Athlético Paranaense | Série A    | 5          | 0          | 0     | 0     | 2              | 0              | 7      | 0      |
| 2021    | Santos                 | Série A    | 1          | 0          | 0     | 0     | —              | —              | 1      | 0      |
| 2022    | São Paulo              | Série A    | 30         | 0          | 9     | 0     | 4              | 0              | 43     | 0      |
| 2023    | São Paulo              | Série A    | 5          | 0          | 0     | 0     | 0              | 0              | 5      | 0      |
| 2024    | São Paulo              | Série A    | 14         | 0          | 2     | 0     | 0              | 0              | 16     | 0      |
| Totaal  | Totaal                 | Totaal     | 148        | 0          | 17    | 0     | 15             | 0              | 180    | 0      |

Bijgewerkt op 3 oktober 2024.